# ドラえもん (キャラクター)
- 藤子不二雄（連載） > 藤子・F・不二雄（著作） > ドラえもん > 登場人物 > ドラえもん (キャラクター)
- 藤子不二雄 > アニメ > ドラえもん > 登場人物 > ドラえもん (キャラクター)

ドラえもんは、藤子・F・不二雄（藤本弘）の漫画作品『ドラえもん』に登場する架空のネコ型ロボットで、同作品の主人公。

## 概説
量産型の子守用ネコ型ロボット。性別は雄。何をやらせてもドジばかりの小学生野比のび太を幸せにするため、22世紀（連載開始時の設定では111年後）の未来からやってきた。普段はのび太の家に居候しており、のび太の部屋の押入れがドラえもんの寝床となっている。
親類として、サポートのために特注で作られた、妹のドラミがいる。また、ミニドラという小型のロボットも存在する。
現代（短編で通常の舞台となるのび太達の小学生時代）社会において、周りの人間と同じような行動（普通に外出するなど）をしているが、ネコ型ロボットとしての外見を奇妙な目で見られるようなことはほぼなく、通りかかった知らない人から道を聞かれることもある（近所の住民の一人は、ドラえもんのことを「野比さんとこのへんなロボット」と呼んでいた）。
ストーリーの多くがのび太の視点で描かれており、ドラえもんの視点で描かれることは多くはないものの、ドラえもんが主役として活躍する話も存在する。

## 複数の設定
ドラえもんには、連載開始から2023年まで様々な種類の設定が存在する。それぞれの設定ごとに生い立ち、機能、透視図の描写等の細部は異なる。後述する『ドラえもん百科』における一部の描写等、その他の作品では言及されていない設定も多い。

### 原作設定（藤本設定）
作者の藤本自身が執筆した作品（本編の漫画、企画コーナーなど）内に出てくる設定。

### 方倉設定
方倉陽二『ドラえもん百科』（または方倉が執筆したその他の企画ページ等）に記された内容。記載されている設定の中には「藤本に許可をとったもの」と「方倉が描いたものの内、他の作品では言及されていないもの」が混在している。1980年に放送されたアニメ「ドラえもんのびっくり全百科」で方倉設定が多く含まれたドラえもんの生い立ちが放送されたことで、内容が広く知られるようになった。

### その他の1995年までの設定
上記2人以外が執筆した企画ページ、関連書籍等が多数存在し、その設定の細部はそれぞれで異なっていた。

### 1995年の新設定
1995年3月公開の映画『2112年 ドラえもん誕生』内で描かれた設定。それまでの各設定の矛盾点を解消するために、藤本と映画スタッフの話し合いにより設定が整えられた。それに伴い、公開前後から新しく発売された関連書籍はこの設定に準拠したものとなった。1995年〜2005年3月までのアニメ放送も、この設定に準拠して作られた。
藤本が執筆した漫画の本編や、『ドラえもん大事典』などの内容はそのまま存在しており、全ての作品が『2112年 ドラえもん誕生』の設定に置き換わったわけではない。
そのため、映画『2112年 ドラえもん誕生』内の描写を統一設定として全作品に適用しようとすると矛盾が生じる。

### 2005年以降の設定
2005年4月の声優変更を伴うアニメの大幅リニューアル後は、ドラえもんの生い立ちを含むアニメオリジナル作品が複数作られたが、後述するように作品によって設定が変わることが多く「1995年の新設定」に準拠していない作品もある。

## 生い立ち
ドラえもんが製造されてから、のび太のもとに来るまでの経緯を、複数ある設定ごとに記す。

### 原作設定
藤本が執筆した『ドラえもん大事典』における設定。『ドラえもん大事典』の初出は1975年3月（『小学四年生』同年4月号「ドラとバケルともうひとつ ドラえもん大事典」）だが、その際に掲載されたのは★印の項目のみで日付も誕生日以外は未記載。
- ★2112年9月3日[注 6]、ロボット工場[注 7]で製造されるも、検査の結果、不良品と判定される。
- 2112年9月4日、特売所に置かれる（この特売所には「がらくた」の文字があり、ジャンク品扱い）。
- ★2115年1月19日、セワシの友だちとして野比家に来る。
- 2119年3月7日、ガールフレンドとハイキング。
- ★2122年8月30日、（9歳の夏）、ネズミに耳をかじられ、両耳を失う。それ以来ネズミ嫌いになる。
- 2122年9月2日、お見舞いに来たガールフレンドに大笑いされる。
- ★2122年12月、好きだったノラミャー子にふられる　※1976年に上記の9月2日の場面が描き足されたことでこの項目はなくなる。
- ★失意のドラえもんを慰めるため、また自分たちの運命を良くするため、セワシの提案でタイムマシンに乗りのび太のもとへ行く。

### 方倉設定
- ドラえもんが青いのは、耳がなくなった自分の姿を鏡で見て青ざめたから。
  - ただし、この場面はDJのドラえもんが読者からの質問葉書にギャグ混じりに答える場面での回答で、読者の質問は「青い猫はいないと思うがなぜ青いのか」というもので（製造時には黄色かったという設定はまだできていない）、漫画で描かれているドラえもんは青ざめる前からほぼ同じ姿（縦線と網点の入った姿）をしている[8]。

### 『2112年度版ドラえもん道具カタログ』（1986）における設定
- 基準値を超えるほど人間に近い個体ができてしまう場合も不良品扱いとされるため、ドラえもんは当事項によって不良品と判断された。
- 型番R-01 FR001-MKII。特価200000円。

### 1995年の新設定
主な変更点
- ドラえもんの耳をかじったのはロボットのネズミ。
- 体の色が青くなったのは泣き続けたせいで黄色いメッキが剥がれたから。
- ノラミャー子の外見。

映画『2112年 ドラえもん誕生』のあらすじ
2112年9月3日（乙女座）、トーキョーマツシバロボット工場で製造されたネコ型ロボット第1号。当日の量産ラインにおいて、1台目（第0号）の次である2台目として生まれた。だが、時を同じくして時間犯罪者のドルマンスタインがタイムパトロールからの逃亡のためワープを行い、これによって引き起こされた稲妻が落雷として組み立て中のドラえもんに直撃する。この衝撃で本体からネジが1本欠落した上に生産ライン上から転落し、他のネコ型ロボットより少々不器用になる後遺症を持ったため、ロボット養成学校では特別クラスへ編入。ここで後の「ザ・ドラえもんズ」となる友人らと出会う。
ロボット学校在学中に行われたロボットオーディションにて、幼児だったセワシが間違って購入ボタンを押したことで、子守用ロボットとしてセワシの家で働くこととなる。そして10年が経った2122年8月30日、セワシの工作用ネズミ型ロボットが間違えてドラえもんの耳をかじってしまうトラブルが発生、更に修理に行った病院でもトラブルに見舞われた結果耳を失ってしまう。その姿をガールフレンドのノラミャー子に笑われてしまったことで落ち込んだドラえもんは「元気の素」を飲んで立ち直ろうとしたが、間違えて「悲劇の素」を飲んでしまい三日三晩泣き続けたところ振動で身体の黄色いメッキが剥がれて青くなってしまい声も枯れてガラガラのドラ声になってしまう。
その後初めて対面した妹・ドラミからセワシが行方不明になったと知らされ、動揺を抑えるために今度こそ「元気の素」を飲もうとするが間違えて今度は「デンコーセッカ」を飲んでしまい大暴走してしまう。しかしこれが幸いしてドルマンスタインの逮捕に貢献し、彼らの人質に囚われていたセワシも救出した（これを記念して、「ミニドラ」が作られた）。
その後、セワシを幸せにするため、最も出来の悪い先祖「のび太」の未来を変える使命を持ってのび太の家へと送り込まれた。

### 2005年以降
2005年以降のテレビアニメでは、「原作設定」「方倉設定」「1995年の新設定」「2005年以降にできた新しい設定」など、誕生秘話が描かれた各回ごとにさまざまな設定が使用されている。
2005年のテレビアニメオープニング『ドラえもんのうた（女子十二楽坊版）
藤本による『ドラえもん大事典』での各場面が流れた後、黄色いドラえもんが動物のネズミに耳を齧られ、大泣きした涙で体が見えなくなった後で青い体になっている。
アニメ『ドラえもんが生まれ変わる日』
1995年の新設定とほぼ同じ設定で誕生の経緯が描かれた（作られた直後、普通のカミナリが当たってネジを吐いてしまう。そのため不器用になりみんなに笑われてしまったというもの）。
アニメ『走れドラえもん!銀河グランプリ』『ドラえもんの100年タイムカプセル』
ネズミに耳をかじられその姿を見て青くなった方倉設定に近い設定で描写された。
『ドラえもんが生まれ変わる日』と比べると、作られた場所がやや異なり、カミナリも落ちていない。
ドラチャン★ドラヂオ
『スーパーレディオステーション ドラチャン★ドラヂオ』（2012年9月3日発信）で語られた誕生秘話では、青くなった理由が3日3晩泣き続けてメッキがはがれて青くなった設定に戻っている（耳をかじったネズミは変更されず、普通のネズミである）。
ロボット学校の同期のロボット
アニメ『ドラえもんが生まれ変わる日』のパーティーシーンや『走れドラえもん!銀河グランプリ』に登場する集合写真を見る限り、ロボット学校同期のロボットはノラミャー子以外、パワえもんを含め全て同型の（黄色い耳がある）猫型子守ロボットであり、ザ・ドラえもんズのメンバーは描かれていない。

## 身体

### 概要
球状の頭部と胴体、短い手足がある。実物のネコの体毛によくあるように、体と顔面・腹部でツートンに色分けされていて、体は青色で顔面と腹部は白色である。鼻としっぽの先は赤色である。
見た目から初対面の人（まれにのび太などのメインキャラクター）によくタヌキと勘違いされ、その度に激怒する（後述）。

### 基本情報と性能一覧
- 電子頭脳：ウルトラスーパーデラックス・コンピュータ（人間と同等の性能で、喜怒哀楽を表現する感情回路つき）
- 身長：129.3cm
- 体重：129.3kg
- パワー：129.3馬力
- 目：赤外線アイ（暗闇でも物が見える）
- 耳：高感度音波測定イヤー（遠くの音や特殊な音もキャッチする高性能の耳）しかしネズミにかじられたため、普通の人間と同じ聴力しか聞き取れない
- 鼻：強力ハナ（人間の20倍の能力を持つ）※故障中
- 口：デカ口　洗面器がそのまますっぽり入る
- 足:へんぺい足(どんなところでも猫のように静かに歩ける)※故障中。なお、反重力装置により地面から2〜3mm浮いているため、靴をはかなくても足が汚れることはない。
- ひげ：レーダーひげ（遠くのものを感知する高性能のレーダー）※故障中
- 鈴：ネコ集め鈴（特殊な音波を発して、ネコを集める）※故障中。大長編『ドラえもん のび太とアニマル惑星』では小型カメラに交換されている。
- 頭の周り：129.3cm
- 胸囲：129.3cm
- 座高：100cm
- 足の長さ：129.3mm
- ネズミを見たときに飛び上がる高さ：129.3cm
- ネズミを見たときに逃げる速さ：時速129.3km[12]（普段は50mを15秒=時速12km[13]だが、例外として、アニメ第2作第2期「日食を見よう」ではある程度高空から大気圏を越えた宇宙空間までを数秒で走り切ったこともある）

### 身長
ドラえもんの身長は129.3cmである。身体の様々な特徴や生年月日にまで採用されているこの数値は、1975年2月頃、藤本と方倉らによって決められ、同年3月に発売された『小学四年生』掲載の「ドラえもん大事典」にて発表された。ドラえもんの身長は連載開始時はのび太と同程度だったが、連載が進むにつれ、のび太より若干低く描かれるようになった。アニメではドラえもんの身長は1メートル程度になるよう作画されている。

### 体重
ドラえもんの体重は129.3kgだが、のび太の頭に乗ったり、のび太がドラえもんを抱き上げたり、のび太とシーソーに乗ったりのび太と対等に取っ組み合いの喧嘩をするような描写もある。

### 身体の各部位

#### 胴体
丸く太めの体型で、胴部にはシンボルでもある四次元ポケットを装着している。また、胴部はメンテナンスハッチでもあり、不具合が生じた時は自らその部分を開けて点検していたこともあった。
デブと思われることを嫌っており、太めの体型を気にしている描写が複数回ある。ロボットでありながら、ダイエットに挑戦したこともある。

#### 頭
非常に頑丈な石頭であり、道具が使えなくなった際の「最後の武器」と述べている。便器が頭に激突したときは「ガン」と大きな音が出ていた。大長編では、自らの頭で壁を突き破りガスタンクに穴を開ける、敵の城の外壁に穴をあけながら突入し、その勢いのまま中にいる黒幕に頭突きを浴びせて気絶させるなどの特攻を見せたこともある。なお、故意にやろうとしたわけではなく偶発的な形で石頭が発揮される場合もある。また地下から地上まで地面を突き破り、敵のタイムマシンを破壊したことがある。更にサメやライオンに頭を噛まれても傷1つ付かず、サメの歯が全て折れたり、ドラえもんは自身が噛まれたことに気づかないことさえある。漫画版『ザ・ドラえもんズ』でもドラえもんの必殺技として描写されている。
だがクッションのようにやわらかい描写や、高いところから真っ逆さまに落下して頭が潰れたかたちになる描写、狩人の矢が頭を貫通している描写、ハンマーで殴られて大きくへこむ描写もあり、やはりその強度は一定ではない。
また、顔や頭が大きいことを気にしており、「風船のような頭」と言われると怒る（好きな猫に言われた際は悲しんで、ハンマーで頭を小さくしようとした）。

#### 耳
前述のように、ネズミ（あるいはそれをかたどったロボット）によって齧られたために、耳（正確には耳介）が存在しない。しかし、聴覚機能は電子頭脳に組み込まれており、外部からは見えないものの、聴覚を感受する「高感度音波測定イヤー」と呼ばれる装置が、頭部両側に内蔵されている。そのため、ジャイアンの歌などで人間でいう耳を押さえるような動作をする時は、目の横の部分を押さえる。「耳バン」を貼る位置から、人間の耳とほぼ同じ位置にこの装置があることがわかる。失った耳は集音機であり、この装置と併用して遠くの音や人間の耳で聞き取れない音波を感知できるが、集音機がない現在では人間の耳と同様の聴力しかなく、耳が元の状態なら町中の音を聞くことができたという。
ただし、未来の病院の医者ロボットはドラえもんの治療の際に、耳を「単なる飾り」だと言っていた。妹のドラミはリボンが耳になっており取り外しや折りたたんだりできる。また、友達のエル・マタドーラは耳の代わりに角があり、こちらは伸ばすことができる。

#### 目
目は赤外線アイで、暗闇の中でも普通に行動できるようになっており、現在も普通に機能している。涙に相当する物もあり、よく涙を流して泣く姿が見られる。
ドラミと違ってドラえもんに明確な眉毛はない。

#### 鼻
鼻は常人の20倍の嗅覚を持つ「強力ハナ」で鼻水や鼻提灯を出すこともある。また、『STAND BY ME』では「成し遂げプログラム」（後述）の起動スイッチ（ダイヤル式）を兼ねている。

#### ひげ
鼻の周囲には周囲の物体を感知する3対の「レーダーひげ」があるが、それらはいずれも故障中。なお、ひげは抜き差しが自在だが、引っぱられると痛いらしく、一本でも抜けると力がなくなってしまう場合もある。また、隠し事をするとひげが震える。

#### 口
口は洗面器をまるのみにできるほど大きい。内部には「オートフードカッター」と呼ばれる歯があり、怒ったときなどに見せることがある。これまで発表された内部解析図には歯茎の記載がなかったが、『のび太の恐竜2006』などで歯茎が描かれる。舌も存在し、ドラ焼きの味に対するこだわり（後述）もあることから、人間並みの味覚も備えている模様。
涎を垂らす描写があるなど唾液に相当する物もあるが成分は不明。

#### 手・腕
「ペタリハンド」と呼ばれる、ゴムのように変形可能な球形の手であり、思い通りの物を吸い付ける力がある。その性質を利用して天井に張り付いたり、垂直な壁を落ちずによじ登ることも出来る。また、指がない代わりに人間と同じ5本の牽引ビームがその代役を果たしているため、物を掴んだり、握ったり、手袋型の道具を使用することも可能。ただし、手は決して器用とは言えない描写が多く、絵が下手だったり、あやとりを嫌っていたりする。また、指が見えないためにじゃんけんはグーしか出せない。
なお、手が球状なのは子守ロボットであるため、子供を傷つけないようにという配慮である。
力は129.3馬力で、一般人男性より遥かに力持ちであり、どこでもドアやもしもボックスなどの大型の道具を軽々と出したり、土管を軽々持ち上げつつ投げ付けたり、乗用車を軽々持ち上げたり、のび太の椅子を2.3mほど投げて窓ガラスを割ったり、のび太の部屋の勉強机を片手で持ち上げたり、映画『のび太の日本誕生』ではジャイアンとスネ夫が2人がかりで運んでる材木を頭に載せて軽々運ぶシーンがある他、てんコミ10巻『ねがい星』では、ジャイアンとスネ夫が2人がかりでも掘り尽くせない深さの穴を普通のスコップを使い一人で掘った事がある。『南極カチコチ大冒険』でも、巨大な氷底探検車をポケットから取り出して持ち上げている。
物を自分の頭より高く持ち上げる場面や、のび太とのキャッチボールでワインドアップをする場面などがあることから、腕をある程度伸び縮みさせることができる様だが、伸縮自在である描写や設定はない。基本的にヒトと同程度の動作をする範囲で伸ばすことができる様である。

#### 足
足は反重力装置により地面から3ミリメートル宙に浮いている。そのため靴を履く必要はない。その空気圧により歩くときに音がする（もともとは歩くときに音が出ない仕組みの「へんぺい足」だったが、今は壊れている）。また、ドラミは作品によっては宙に浮いていない描写と、宙に浮いている描写の両方が存在する。この設定は、「家でも外でも常に裸足だ」という読者（PTAとも言われる）の指摘を受けて発表されたもの。原作者の藤本もこれを知り仰天したという。また、水の上に立っても沈むことなくそのまま水上を歩くことも出来る。
当人は足の短いことを気にしているようで、長い足にあこがれる描写が何度かあった。最初のころはもう少し長かったが、もっと伸ばそうとして足を伸ばす装置を使い、装置のバネが壊れて足がめりこみ逆に足が短くなってしまったという設定もある。なお足は短足だが、原作では特に正座をしたり、胡座をかいたりする（原作でのみ、胡座をかく時に左右の足が一つになるように描かれる）場面がある。

#### 頭脳
子供の情操教育に役立つよう人間同様の豊かな感情を表現する感情回路を組み込んでいるほか、電子頭脳「ウルトラスーパーデラックスコンピューター」を持つ。とは言ってもこれらの装置はあくまで思考を人に理解させるための物に過ぎず、ロボットでありながらドラえもんは魂や命、心（自我）を持っており（うらめしドロップや入れかえロープが使えたり、のび太たちもドラえもんが危ない状況になると「死んでしまう」と発言したりしている）、夢を見ることもできる。日々道具の手入れを施しているだけあって機械には強く、あまり複雑でない機械ならすぐに直したり、改造したりしている。特殊な言語能力として、ネコとは「ネコ語」（ネコの鳴き声）での会話が可能。ただし、ネコ以外の動物言語や日本語以外の言語は理解できず、「動物語ヘッドホン」や「ほんやくコンニャク」に頼ることになる。ただし作品によってはこれらの道具に頼らず自力で外国人と会話していることもある。人間同様に眠気を覚えたり睡眠を摂る描写もあり、たびたび寝ている所を起こされて激しい怒りを見せることもあった（てんコミ5巻『ドラえもんだらけ』など）が、後期等の作品では何らかの理由で深夜まで起きていても、あるいは徹夜しても問題無く行動する姿も描かれている。またネズミへの恐怖心から精神に異常を来すような描写もあった（てんコミ7巻『ネズミとばくだん』など）。
ひみつ道具を使用するが、トラブルがあった時にひみつ道具で解決できなかったり、四次元ポケットがスペアポケットと繋がっている事すら忘れたりしている。
現在はそれなりに知能が高い設定だが、連載初期は暗算能力も一般的な人間なみであり、複雑な計算は筆算や電卓に頼ったりしていた。さらに、極初期は欠陥といえるほどの酷い性能であった。『ドラえもん びっくり全百科 ドラえもんとドラミちゃん』によると頭の良さはドラミの3分の1。

#### 装着品
ドラえもんの体は汚れないようにコーティングされているため、基本的には、人間のように衣服は着ない。数少ない装着品が、首にある鈴の付いた赤い首輪である（四次元ポケットについては後述）。この鈴はもともと「ネコあつめすず」（「ニャ〜ン」と鳴る）というものだった。その鈴は長期間故障していたが、いつか修理するつもりであり、そして心の支えとして大事に着けていた。現在は、小型カメラに交換している。また、首輪をつけたままの状態で鈴だけを外したこともある。「ドラえもん のび太のひみつ道具博物館」では新品を購入する以上の費用を投じて修理したと言っているほか、ドラえもんは鈴を付けていないと徐々に本物のドラネコのようになってしまうことが判明した。「ドラえもん のび太と未来ノート」では非常用として携帯用時空間取換え機が収納されていた。首輪そのものは柔らかい素材でできており、ベルトを外すように首輪を解く描写や、後ろから掴んでひっぱる描写がある。

#### 四次元ポケット
腹部にあるポケットは「四次元ポケット」という道具の一種である。カートリッジ式で脱着および洗濯が可能だが、一度洗った時に中に大量に水が入っていた。この装置は未来の科学技術を利用した大小さまざまな道具を四次元空間に収納しておき、自在に取り出すことができるもの。内部には「四次元倉庫」があるらしい。内部にはイメージ検索機能が取り付けられているためイメージしただけで道具が引っ張りだせる。ただし、乱雑に道具を収納していたり、しっかりと道具をイメージできなかったり、ポケット内の整理を怠って四次元空間にホコリを溜めたりすると、イメージ通りに道具が取り出せないことがある。日用品なども入っている（ついつい入れたくなってしまうらしい）。普段からきちんと整理整頓をしていないため、「あれでもない、これでもない」と言って目的の道具を取り出すまでに多数の無関係な道具やガラクタを周辺に撒き散らすことがお約束のギャグになっている。その描写は、特に大長編の危機的状況下で多く見られ、のび太もその状況に対し「肝心な時はいつもこうだ」と発言している。
道具を取り出す時には道具の名前を言いながら道具本体を高く掲げる演出が癖となっている。特に、アニメ第2作第1期ではその時にファンファーレ調の効果音が鳴り、バックはパカパカで表現されていた。なお、ドラえもんもこれを行わないと気分が乗らないらしく、「地球セット」をのび太が無理やり取り出した際にわざわざ一度しまった後にこの動作を行っていたり「では、あらためて」などと言って言い直したりする。お笑い芸人などがドラえもんの物まねをする際には、この場面をよくもじった物が登場するが、その際に「チャラララッチャラーン」という音楽を使っている者が多く、ジャイ子役の山崎バニラが「自分の考えたひみつ道具」をドラえもん内で紹介した際にも大正琴でこの音楽を演奏した。しかし、実際はそのような音楽は使われたことは一度もない。アニメ第2作第2期では効果音として「テッテテー」あるいは「テッテレー」というファンファーレが鳴り、背景も変更されている。なお道具については、マシンガンやジャンボガン（戦車を一撃で吹っ飛ばす威力）や熱線銃（鉄筋のビルを煙にする破壊力）、地球はかいばくだんや原子核破壊砲など兵器の類が出てくることもあった（てんコミ7巻『ネズミとばくだん』など）。またてんコミ10巻「ねがい星」では不要な道具を空き地に穴を掘って埋めているシーンがあった。

#### 声
声は1980年放送のお正月スペシャル『ドラえもんびっくり全百科』の設定では「ドラえもんVSドラえもん」の黄色いドラえもんは高橋和枝が担当し、現在とは異なる声だったが、ネズミに耳をかじられ鏡を見て青ざめたエピソードでは声変わりについて語られていない。
1995年の映画『2112年 ドラえもん誕生』の新設定では元来はかわいらしい声で（横山智佐が担当）、「悲劇の素」を飲んでさんざん泣き叫んだためにガラガラ声（大山のぶ代の声、いわゆる「ドラ声」）になってしまったとされている。また、ドラ声の上に音痴である。
一方、テレビ朝日第2期のアニメで『走れドラえもん!銀河グランプリ』のエピソードでは作られたときから声は変わっていないという設定だったが、2012年4月27日放送『ドラえもんの100年タイムカプセル』では生まれたてのドラえもんは現在の声より高い声であり、また水田がブログにて「ネズミに耳をかじられ、泣き続けた末に今のドラ声になってしまった」と語っている。

#### 体内
体内には、原子程度に分解してエネルギーに変換する「原子ろ」と呼ばれる胃袋を有し、人間同様に食事をする（原子力で動いているわけではない）。基本的に人間と同じものを食べる。食べた物の消化率は100%、動物のように糞尿は一切排出しなくてもすみ、ドラえもん自身も「トイレは必要ない」と述べている。しかし作品によっては放屁したりトイレに行って用を足しているようなシーンも存在する。ドラえもんは子守用のロボットとして作られたため、ドラえもんがトイレに向かうのは子供にトイレのしつけをするためと説明されたこともある。ドラえもん自身も、アイディアを考えるときに行くと言っている。なお、2012年刊行の「My First BIG 未来の国からはるばると編」（廉価版コミックス）掲載の「ドラえもん大事典」のみ、「原子ろ」との表記が削除されている。ひみつ道具のうち薬品の類が人間同様に効くことも判明している。

#### しっぽ
しっぽがメインスイッチになっており、引っ張ると全機能が停止するほか、再起動もしっぽを使う。機嫌が悪いときは実際のネコと同様にしっぽがゆれる。また、喜んでいる時もしっぽがゆれる。
初期設定では「しっぽを引っ張ると自らの姿を消すことができる」とされ、大全集1巻「未来から来たドラえもん」（1970年1月号掲載）やてんコミ3巻「ああ、好き、好き、好き!」（1970年9月号掲載）、大全集1巻「のび太が強くなる」（1970年3月号掲載）のほか大全集1巻「オーケーマイク」（1970年3月号掲載）に大全集1巻「やきゅうそうどう」（1970年2月号掲載）、てんコミ3巻「白ゆりのような女の子」（1970年6月号掲載）など、頻繁にこの機能を使用していた。しかし、後に原作者により「便利すぎてまずかった。主人公がピンチになる度に消えるんじゃ面白くも何ともない」と判断され、この設定は抹消された。

### 全身
タヌキと間違えられる姿
その体型から、しばしばタヌキと間違われる。だが本人はそれを極度に嫌っており、タヌキと呼ばれるとすぐに怒り出す。特に映画では、初対面となる登場人物（主に悪役）からタヌキと呼ばれると「（僕は）タヌキじゃない!!」「猫型ロボット」と言い返していることが多い。『のび太の大魔境』ではタヌキと言われたことに腹を立て、隠れているのも忘れて激昂した。『のび太とアニマル惑星』では「動物ごっこ帽子」のネコミミを付けているにもかかわらず相変わらずタヌキと間違われていたが、本当のタヌキから「タヌキと間違われるのがそんなに腹が立つのか?」と面と向かって言われたり、チッポの父親達から「タヌキ…いや、ネコさん」と何度も訂正されるので「もうタヌキでもネコでも何でもいいです」と諦めた。また、アニメ「幸せな人魚姫」では青いタコとも言われたり（本人によると、タコと言われるのは初めて）、『のび太の人魚大海戦』では、地上の動物の知識がないとはいえ、ソフィアやハリ坊たちゲストキャラクターから「青いフグ」と呼ばれたこともある。さらに、米国版ではアザラシと勘違いされている。なお、『のび太と翼の勇者たち』においてカラス警備隊に正確に猫と判断された際は涙を流して感激し（ただし直後に襲われた）、『のび太のワンニャン時空伝』でシャミーに猫と言われた際には喜んで虹色の鈴をプレゼントしている。
その他
全身には「極微反重力特殊コーティング」が施されており、ゴミや泥は軽くふき取るだけできれいになる。

### 連載初期の外観
連載初期はやや胴が頭より大きく雪だるまのようなずんぐりした体型で、しっぽの先が青く、体は現在より淡い青色で光沢も見られた。また、手足は長い間肌色一色で、初期のグッズでは手足が肌色に塗られたおもちゃも存在した。
連載初期のドラえもんの全身の形状（頭より胴体がやや大きい形状）は、藤本の娘が持っていたおきあがりこぼし人形がモチーフとなっている。

### その他の機能・性能

#### 頑丈
体は頑丈で、以下のような衝撃や環境にも耐えている。
- 物理的衝撃 - 高所から落下して頭が歪んでもコンピュータに異常が無かったり[78]、大砲の弾として撃ち出されても煤で汚れただけで済んでいる[79]こともあり、ガス爆発の中心にいたとしても体は原型を留めていた[80]。ひみつ道具による非常に強い力で空の彼方まで吹き飛ばされ、そのまま地球を数秒で1周する速度で吹き飛び続け、その後地面に激突したにもかかわらず特に目立った故障が無かったこともある[81]。大型肉食恐竜に噛まれても、気絶しただけで外傷や故障の様子はない[82]。その一方で、普通に殴られたりしてタンコブや目の周りの青痣ができたりと傷を負う描写[83]や、フニャフニャで柔らかく伸びたりする描写もある[84]。
- 化学的刺激 - 酸（のような液体）にも溶けない[85]。
- 温度 - 寒さには極端に弱く、風邪をひくこともある[86]。だが、極寒の北極点へ移動したにもかかわらず全く寒がっていなかった[87]（のび太は震えていた）こともあり、のび太が非常に寒がっている中で全く寒がらず、さらに吹雪の中でも寒がるどころか震えることすらしなかったこともある[88]。また、吹雪の中で雪に埋もれてしまい、雪の中で気絶して長時間が経過したこともあるが、その後普通に起き上がって寒がることなく活動していたこともある[89]。暑さにも弱く、暑がることもある[62]が、太陽の至近距離まで近づいても本人には全く影響が無かった（暑がっていなかった）こともある[90]。人間なら火傷するような高温状態の物を平然と持ちながら素手で焼け焦げるのを防いだこともある[91]。溶岩あるいはマグマが流れ込んでも体が溶けなかったこともある[92]。
- 電気 - 機械ゆえに電気には弱く、雷や電撃で故障することが多い[93]。しかしアニメ第2作第2期「お天気ボックス」では、雷をモロに受けたにもかかわらず少し黒こげになった程度ですぐに復活していた。また『のび太と銀河超特急』では非常に強い電気ショックを受けたが、本人は全く異常（故障）がなかった。23世紀の技術で作られた道具の電撃を浴びても故障が無かったこともある[94]。また、地球のエネルギーに体ごと取り込まれて一時的に意識不明に陥ったこともあるが、救出された後はすぐに復活し、目立った故障が無かったこともある[95]。
- その他 - ひみつ道具を使わなくとも高水圧の深海や真空の宇宙空間、さらには電磁波が飛び交うエネルギー波の嵐の中や火星のような過酷な環境の場所でもそのまま活動可能[96]。水中バギーのような地上とは異なる環境で急加速したり高速で動く乗り物に乗っていても平気であり[97]、宇宙船が大気圏外に出てワープ等により高速移動する際、ドラえもんはのび太達にテキオー灯を浴びせていたが、ドラえもん自身はテキオー灯を浴びることなくそのまま活動していたこともある[98]。無重力空間でも体を浮かばせることなく、地球と同じようにその場に立って留まったり移動することも出来る[99]。雲の上から宇宙までの過酷な環境を平気で走り抜けた[100]こともあり、宇宙遊覧気球で上空100kmまで上昇した時も特に問題無く行動していた[101]。ビッグライトで自分の頭を日食が出来る程の大きさまで巨大化させた時も、身体は元のサイズのままだったのだが、巨大な頭を小さな身体で支えている状態で平然としていたことがある[100]。蚊に刺されることもある。本人によると、高級なロボットだからとのこと[102]。

ただし、自分の体をやすりで削る描写がある一方で、のび太がドラえもんのおしりをつねる描写もあり、作品によって強度は一定ではない。

#### 運動能力
運動能力が高く、基本的にどんなスポーツもこなしている。ただし鉄棒は苦手。また、刀（を模した武器）を持つ敵と剣術で激しく戦い合ったこともある。
銃の腕前ものび太と互角以上であり、20巻収録「ツモリガン」では早撃ちでのび太に勝ったり、プラス1巻収録『不運は、のび太のツヨーイ味方!?』では自身がタケコプターで飛行している状況の中、比較的離れた位置にいたのび太に連発型不運光線銃を命中させている。また、離れた場所に埋まっていたスネ夫の答案を正確に撃ち抜いたり、タケコプターで飛行しつつ離れた位置から走るうさぎの手足を正確に狙い撃ちしたこともある。30巻収録「空き地のジョーズ」では、空き地に現れたサメを武器で追い払う時、のび太は全弾外していたにもかかわらずドラえもんはサメに命中させていた。映画『のび太と銀河超特急』では西部の星での射撃大会に出場し、的に2発以上命中すれば合格のルールで6発中3発命中させて合格している。即席で作った凧で自身が不安定に浮かんでいる状況の中、同じく即席で作ったスリングショットでごみを放ち、標的である鷲に連続で命中させたこともある。
自身が縄で縛られた時、両手を使い自力で縄を抜け出したこともある。
ひみつ道具ではあるものの、実際の車に近い乗り物を運転しており、車の運転に関する知識も持ち合わせている他、初期の作品では本物の車を運転したこともある。
自転車に乗ることも極めてまれにあるが、サドルに座っても足がペダルに届かない場合、腕でペダルをこぎ(上述の通り、腕はある程度伸ばすことができる)、ハンドルを口にくわえて操縦している。

#### 反応速度
反応速度は非常に速く、まれに瞬時にひみつ道具を取り出し使用することもある。

#### その他
特定の作品にのみ登場する限定された設定。
- 体内に流れているオイルはドラミにも使用されたものと同じ容器に入っていたため、彼女とは兄妹関係にある（方倉設定）[118]。だが、2人に入れたオイルは長期間保存されていたため、使用時には良質な成分が沈殿していた。そのため、上半分の濃度の薄いオイルを使って作られたドラえもんよりも、下半分の濃い良質なオイルを使って作られたドラミの方が性能がよいとされている[12]。また、このように分離したオイルを使った2人は人間で言えば「血液型の違う兄妹」であり、オイル交換の際は初期状態同様に分離させないと故障の原因になるという[119]。

- 漫画連載の最初期には滑空能力があったようで、タケコプターを使わずに空を飛んでいる描写があった。

- 「のび太と未来ノート」ではエネルギー切れになった際、頭から装置が出て、地熱（温泉につかる）、風力（大きくしたタケコプターを装置に取り付け、風でそれが回る）、太陽光（大きな虫眼鏡で集められた光が装置に当たること）で回復していた。

- 「STAND BY ME」では、「成し遂げプログラム」と呼ばれる装置が搭載されている。これは、ドラえもんがセワシの命令や意向に反する言動[注 28]を取ると懲罰として身体中に電流が流れるというプログラムであり、のび太の世話を嫌がるドラえもんに役目を果たさせるべく、セワシが強制的に起動した。

- 『ザ・ドラえもんズ スペシャル』3巻収録「戦国の覇王」では、戦国時代でのび太達とはぐれてしまった時に徳川家康（顔がドラえもんとそっくり）と出会い、彼から「私の影武者になってくれたら、ドラえもんの仲間探しに協力する」と頼まれ、家康の影武者に成りすました。ワスレンボーで家康達の記憶を消したが、絵師の記憶を忘れたまま現代に戻った為、歴史の本には家康に成りすましたドラえもんの絵が載ってしまった。

## 好きなもの

### ドラやき
ドラやきが大好物。そのこだわりはとても強く、甘すぎるドラやきは邪道という持論を持つ。ドラやきを売る菓子屋の主人と味をめぐって論争となり、挙句の果てにひみつ道具を使ってまで自分の主張を無理やりおし通したこともある。また、お店に3時間も並んで購入した「プレミアムどらやき」が、のび太が本棚の上にあるものを取ろうとした際にバランスを崩して倒れ込んだ拍子にぺしゃんこになって食べられなくなった時には、（悪気は無かったとはいえ）謝るのび太と大喧嘩を繰り広げ、ドラえもんに定期検診を受けさせる為に22世紀から来たドラミの仲裁でひとまず治まった後も不機嫌なままだったということがある。
のび太の部屋を埋め尽くすほどの世界一大きなドラやきを1人で完食したことや、ドラ焼き大食いコンテストでの優勝経験もある。ドラやきを食べない日が続くと禁断症状が起きたり、理性を抑えられなくなり、「使わない」と決めていた道具で手に入れたドラやきを餓鬼のように貪ったりする。それでも、恋の病になったときには受け付けなくなる。ドラやき3つの早食い競争の記録は0.1秒である。しかし、タイムパラドックスの発生を恐れてドラやきを口にしないときもある。また、のび太がドラやきをエサに宿題を手伝わせようとしたときは、躊躇なく断った。
なお、好物のドラやきでもネズミの形をしていたり、ネズミキャラクターの焼き印が押されていた場合、食べる事が出来ない。
ドラやきの大安売りと聞けば、たとえ妄言でもすべてを放り出して店に直行する。道具を貸すのを渋っているときも、目の前にドラやきを出されるとたやすく貸してしまうことも少なくない。また、「道具を使った商売で儲けてドラえもんを社長とした会社を設立し、社長室の横にいつでも好きなだけドラやきを食べられる『ドラやき食堂』をつくろう」と提案され、自分から商品の値段をつり上げたり、「世界中のドラ焼きを輸入しよう」と言い出すなど、のび太以上に悪知恵が働くこともしばしば。
また、「イキアタリバッタリサイキンメーカー」を使って『水からドラやきを作る菌』を作ろうとしていたこともあった。
ドラやきの成分はドラえもんのエネルギー源に最適だともされている。大長編などで遠出した時はお菓子であるドラやきで食事を済ませることがほとんどで、大抵の食事シーンでドラやきを食べている。他のメンバーが全員同じ物を食べている時も一人だけドラやきを食べていることが多かった。それ以外を食べたのはドラやきがどうしても手に入らない場合や、他者に食事を出された時くらいで、そこでも「ドラやきが食べたい」と嘆くこともあった。
ドラやきを好きになった理由
- #1995年の新設定 - 22世紀にいたころ、ドラえもんのガールフレンドであるダンス用ネコ型ロボット「ノラミャー子」からドラやきをもらい、そのときから好物となった[9]。

- 2002年のアニメでの設定 - 2002年の大晦日スペシャルで放送された、原作漫画第1話をアニメ化した「未来の国からはるばると」では、ドラえもんは野比家にはじめて来た時にドラやきを見て「これ何？」と発言し、その後ドラやきを食べて美味しかった旨の発言をしている。ただし、原作漫画の第1話で野比家で食べたのはドラやきではなく餅であり、「未来の国からはるばると」を最初にアニメ化した1980年のびっくり全百科でも原作通りに餅を食べていた[133]）。テレビアニメ第2作第2期で描かれた「未来の国からはるばると」でも餅はドラ焼きに変更されているが「初めて食べた」とは言っていない。

### ドラやき以外の好きな食べ物
餅
初めてのび太の家に来たときに餅を食べて「美味い」と言うなど、餅を好んでいた時期もあった。。
ピザ
2014年放映のアメリカ合衆国ローカライゼーション版アニメでは、米国の風俗にあわせてピザを食べるようになったり、「健康的な食生活を推進すること」が放送基準になっているため、ドラ焼き（英語名:Yummy Buns、ヤミーバンズ）を食べる場面でも日本語版より控えめになっている。
その他の好きな食べ物
ドラ焼き以外ではラーメンやアイスクリームを食べることが多い。他に「大好き」だと発言したものにはスイカ、メロンがある。

## 嫌いなもの

### ネズミ
2112年8月30日に昼寝中に耳をかじられて3日間泣いた以来ネズミを異常に恐れており、「ネズミの“ネ”の字を聞いただけでぞっとする」などと発言している（ただし、三谷幸広の作品『ザ・ドラえもんズ』においてのみ、耳があるころからネズミ嫌いだったとする描写がある）。同系であるハムスター、カピバラ、ハダカデバネズミ、モルモット、デグーなども苦手。同じ藤子作品『チンプイ』の登場人物であるネズミ型宇宙人のチンプイも苦手。大長編『のび太の恐竜』では中生代の原始哺乳類がネズミそっくりなので最初は怖がって驚いたが、のび太から「白亜紀にネズミがいるのか」と言われて、よく見て確認して説明していた。
ひと目ネズミを見ると、つんざくような悲鳴をあげてその場から逃げ出す。パニックのあまり、気を失ってしまうことも少なくない。ネズミ怖さに気が変になることも多く、果ては野比家に隠れているネズミを駆除するために、「ジャンボガン」「熱線銃」「地球はかいばくだん」などといった強力な兵器で家もろとも吹っ飛ばそうとしたこともあった。ただし、自身のひみつ道具である探シマリスを取り出した時は、シマリスがネズミの仲間だと気づいていなかったために平然としていたこともある。
ネズミから逃げるためには電灯に上ったり、天井に張り付くこともある。ゲーム『ギガゾンビの逆襲』では、ネズミ系統の敵と遭遇すると戦闘開始時に必ず麻痺してしまうという形でネズミ嫌いを再現している。実物のネズミだけでなく、びっくり箱やいたずらカメラなどからネズミの人形が飛び出してきただけでも逃げてしまうこともある。しかし5巻収録「バッジを作ろう」では「あれっ？」と普通に驚いただけの時もあり、連載初期にはのび太を助けるため、ネズミに果敢に立ち向かったこともあった。また、拾ったネコをネズミ退治に試用した際、ネコがネズミを追い出すのを間近で見たにもかかわらず平然と見送ったこともある。
一度だけ、四次元ポケットからあわてて道具を取り出そうとしたときに、ポケットの中からネズミが出てきたことがある。ただしこのことは一瞬であり、ドラえもん本人も気付いていない。
設定によれば、ネズミを見たときの足の速さは129.3km/h（普段は12km/h）、跳躍力は129.3センチメートル。気絶する可能性は50パーセント。

### その他
他にドラえもんが苦手なものとして「寒さ」があり、寒がりののび太よりずっと寒がりで、寒さに震え、こたつや毛布にくるまっている描写は多い。アニメでは「歌にもあるじゃない、『猫はコタツで丸くなる』ってね」といって二度寝する描写がある。が、『のび太の新魔界大冒険 〜7人の魔法使い〜』では、寒い地域でもあまり寒そうにしていない。
また、『のび太の日本誕生』においても、のび太たちが氷河時代の寒さに震える中であまり寒そうにしていない描写がある。
前述のようにのび太のことを思って病院へ通うことを躊躇っていたドラえもんだが、作品によっては単に病院嫌いで定期健診に行きたがらないこともあり、そのせいで機能停止寸前の状態になってしまったことがある。

## 性格・特徴
基本的には思いやりがあり穏やかな性格だが、思っていることを包み隠さずに表現する傾向があり、時として辛辣な一面を見せることもある。子守用ロボットなので世話好きだが、余計な世話を焼くことも少なくない。第2期アニメ版の「大パニック!スーパー赤ちゃん」では子守用ロボットなのにもかかわらず、後から子守をしたジャイアンよりも下手で、子供を泣かしてしまったこともあった。
のび太とはけんかをすることもあるが、彼とは深い友情関係で結ばれている。2人は、最良の友人としてお互いを認め合っている。ドラえもんは、たとえ体の調子が悪くてものび太のことを心配して未来へ帰りたがらないほどにのび太を思っているが、彼のためにあえて突き放すような態度を取ることも少なくない。
正義感が強く、基本的に不当な仕打ちに対しては立ち上がらずにはいられない。しかし、のび太がいじめられた時は「それはひどい!!」と激昂する時もすれば、マンガを読んだりドラ焼きを食べたりしながら「後で。今なんだかだるい」と冷たい対応をするなど、その場のテンションでのび太に対する対応がかなり異なる。
初期の頃は前述の通りのび太の話を聞くなり部屋を飛び出して復讐するなどかなりエキセントリックであったが、後期になるにつれて「いつものことじゃない」「しょっちゅうだもの。いちいち気にしてらんないよ！」などと言い放つなど冷静になっていく。ただし、のび太の無気力さや無頓着さ、不甲斐なさに耐えかねて、のび太が道具をせがまなくてもドラえもんが自ら道具を出すこともある。また、ジャイアンにやられた時とスネ夫にやられた時の対応が多少異なっている（ジャイアンの時は「やられたらやりかえせ！」などと叱咤し、すぐには道具を出さない場合もあるが、スネ夫の時は「負けてたまるか！」などと言ってすぐに道具を出す場合が多い）。またいじめに関しても、暴力によるいじめには前述の通り叱咤することも多いが、ジャイアンとスネ夫が他の友人にのび太を徹底的に無視することを強要した時には「なんというひきょうで、ざんこくで、いんけんないじめ方だ。」と激昂して二人を「そんなことするやつは人間のくずだ!!」と激しく非難したこともある（テレビアニメ第2作第1期ではさらに「ごみだ」、「ばい菌だ」といった暴言まで言っている）。のび太が玉子あるいはのび助に不当に叱られた際は、玉子やのび助を諫める事はせずにすぐに道具を出す傾向がある。
口喧嘩はあまり強くなくのび太との言い合いで怒って未来に帰ったこともあり、のび太が忘れかけていたにもかかわらず都合の悪いことは根に持つタイプでもある。
基本的にはジャイアンやスネ夫にいじめられているのび太の味方をし、彼が2人へ仕返しをする手助けをすることが多いが、のび太が調子に乗って悪戯を繰り返した時には彼にお仕置きをする役に回ることも多々あり、またそのことによりジャイアンとスネ夫が被害者になった時には、逆に彼らの味方をして協力してのび太にお仕置きをする場合もしばしばある。しかし、時にスネ夫をジャイアンから庇い、それが報われなかったにもかかわらず、その後でのび太が大人達に叱られるように仕向けるといった、理不尽なお仕置きもしていた。のび太にひみつ道具を貸した時に、ジャイアンとスネ夫たちに集団で強奪された事で大怪我をしてひみつ道具を壊された際に事情も聞かずに頭ごなしに叱ったこともある。他に悪気があった訳でないにしても、結果的にしずかを散々な目にあわせた時にもお仕置きをすることがしばしばある。ドラえもん自身に非がある事でも、相手がのび太だと謝罪せずに逆ギレしてのび太に懸賞を懸けて指名手配にして近所の子供達に捕まえさせる不当なお仕置きをしたり、のび太が全て悪いという形で片付けてジャイアン、スネ夫、しずかと一緒になって理不尽なお仕置きをしたり、のび太との口喧嘩で未来に帰った後ドラミに言われてしぶしぶのび太の家に帰ってきた時も元はと言えば明らかにジャイアンとスネ夫が悪いにもかかわらず「謝るなら許してやる」と上から目線の口調、自分が絶対正しいという態度で接したりして自分にも非がある事を一切認めなかったり、ひみつ道具の暴走や自身の失態で起きたトラブルでも自身の力で解決できない状況にまで陥るとのび太に責任転嫁して逃亡したり、またはしようとしたりするなどのジャイアン、スネ夫のように自分勝手で無責任な面もある。
のび太がひみつ道具を悪用したりする事が多々ある為か、玉子のようにのび太に対して歪んだ固定観念を持っていて、スペアポケットを貸してくれる催促を断固拒否したり、借りたひみつ道具を悪用する、または悪用してると勝手に決めつけて怒ったり、ひみつ道具を取り上げてしまった事もある。
また、ジャイアンがのび太に襲いかかる中、のび太を見捨てて自分だけ逃げたり、のび太がいじめられても「のび太がのろまでしっかりしていないからいじめられるんだ」と独り善がりな発言をする、のび太が善行を働こうとしても「よくそんな気になれるな」と愚痴を言う無関心な態度を取る等、協調性に欠ける一面もある。
ジャイアンからは一方的に殴られることが多いが、ドラえもんが一方的に殴り倒したこともある。
基本的にのび太以外だとジャイアンやスネ夫にひみつ道具を貸そうとすることは少ないが、妙に大らかでお人好しなところもあり、のび太が止めてもスネ夫やジャイアンにひみつ道具を貸して、彼らがトラブルを起こしてしまうこともある。
のび太が全治1ヶ月の大怪我をするという予言は外れたものの、結局怪我をしてしまったのび太の気持ちを考えずに喜ぶという無神経な対応をしたこともある。
しずかに対しては厳しい態度を取ることは基本的にないものの、ひみつ道具をのび太たちに貸した際に起きた騒ぎでは被害者であるしずかからも例外なくひみつ道具を取り上げている。
あらゆるひみつ道具を持っているドラえもんだが、道具の管理は極めて杜撰であり、危険な道具や勝手に使用されるとまずいアイテムを部屋に置きっぱなしにして出かけたり、回によっては部屋でとても危険な道具を見つけたのび太に「ぜったいに、いじるなよ！」と注意したにもかかわらず、道具を置いて出かけてしまったこともあるなどの行動が目立つ。
ひみつ道具で被害に遭う際、のび太から「ドラえもんの出す道具はろくなものじゃない」と文句を言われており、ドラえもん本人はこの事を気にしているらしく、「それを言っちゃおしまいだ」と返している。一応、のび太がひみつ道具を悪用して痛い目に遭った事をひみつ道具のせいにする場面もあるが、ひみつ道具の訓練で地震に慣れさせられたせいで感覚がおかしくなったなど、明らかにひみつ道具に欠陥があるが故にのび太が苦労する場面も少なからずある。ひみつ道具を悪用したりするのび太、ジャイアン、スネ夫を叱責する割には、ドラえもん本人もいたずらや金儲けに使うこともしばしばあり、その度にのび太たち同様痛い目に遭うことも多い。
大変せっかちであり、慌てると完全に冷静さを失い、思い通りに道具を出せなくなるほど混乱し、役に立たない日用品や修理中のひみつ道具を出してしまう。その様は、のび太からでさえ「あわてるとだめなやつ」と言われている。ひみつ道具を使って図に乗るのび太を制止する冷静さもあるが、のび太以上にお調子者かつ間抜けな所もあり、自分まで調子に乗って問題をエスカレートさせることも多い。早とちりが原因で大惨事を招いたことも多々ある。
思ったことを包み隠さず、そのまま口に出すことが多く、相手の気持ちを考えず物事を正直に指摘してのび太を怒らせたり、機嫌を損ねさせたことも少なくない（「どうもぼくは、口がへたでいけない。」と言っていることから自覚はあるようで、最ものび太も大抵の場合、何があったかはすぐに忘れている）。
ひみつ道具の実験とはいえ、わざと玉子やジャイアンを怒らせたり、その罪や責任をのび太に擦り付ける事が多い。
知能はそれなりに高く知識も豊富でのび太に恐竜の種類を説明していることもあった。22世紀までの地球の歴史もある程度は把握している。現在の子供たちが学校で習うことはもちろん、雑学的知識も多く把握している。しかし、ロボット養成学校在学時には頭はあまりいい方ではなく筆記試験で0点を取ったこともある。幅広い知識を持っている割りに、意外なことを知らないことがある。日本テレビ版アニメでは、序盤は当時、中年男性だった富田耕生が声優を担当したこともあって、非常におっとりとした親父臭い性格に設定されていた。担当声優が野沢雅子に代わって以降、原作の連載初期のような短気で自己主張が強く活発で好戦的な性格に変更され、近所の相撲大会や小学校のラジオ体操などの行事に参加したり、のび太と一緒にのび太の父親に海水浴に連れていくことを強請る描写があり、原作以上に子供らしい性格に描かれている。大山のぶ代が声を担当したテレビアニメ第2作第1期では、保護者的側面が強調されてキャラクターづけがなされている。初期の頃は周囲の迷惑を考えずにひみつ道具を見せびらかしたがるなど子供らしい面もあったが、後期になるにつれ落ち着いて来た。第2作第2期では第2作第1期と反対に子供らしさが前面に出ており、のび太と同年代の子供のようなキャラクターに位置づけられている（ただし全ての話でそうなっているわけではなく、話によっては第2作第1期や原作後期のように落ち着いていてのび太の保護者寄りの立場である場合もある）。
黄色いドラえもんだった頃の性格は基本的には現在と同じだが、1980年1月2日放送の『ドラえもんのびっくり全百科』では、エリートロボットになる夢を持ちながらもプライドの高い生意気な性格として描かれており、未来の姿である青いドラえもんと対面した際、ドラえもんだけでなく、のび太のことも貶したことから、ドラえもんの怒りを買い、現代において対決。ジャイアンとのかけっこ、バーベルの持ち上げ、ラーメン大食い、ネズミの索引を経て、最終的には決闘を展開。ドラえもんの手で尻尾のスイッチを引っ張られたことで機能停止。未来に戻された後、ガラクタ倉庫で出会ったロボットたちとの交流で改心した。
大規模な戦いがある大長編シリーズでは、のび太がカリスマ性でリーダーシップをとる（のび太がリーダーとしての立場に就く場合はドラえもんはサブリーダーのような役割をとることが多い）のに対し、彼は頭脳でみんなをまとめる指揮官としてのリーダーシップを担うことが多い。時には厳格なまでに現実主義者の一面を見せる。

### 連載初期の性格
連載最初期はロボットとしてはあまり出来がよくないという設定が前面に出されており、かなり間が抜けた性格でのび太顔負けのひどいドジを踏んでいることが多かった。扉ページや雑誌の予告のキャッチコピーでは、「できそこないのロボット・ドラえもんが大あばれ。」といったように、「できそこない」と強調されることがたびたびあった。「イヌとネコのできそこないのロボット」などと書かれていたこともある。

### 口調
のび太を呼ぶときに、原作後期では「のび太」と呼び捨てで呼ぶことが多いのに対し、初期の作品及びアニメ版では「のび太くん」と君付けでほぼ統一されている。だが、アニメ第1期『ミニドラ救助隊』・アニメ第2期『むりやりアスレチックハウス』・映画『のび太の宇宙開拓史』など、のび太に喝を入れる際には呼び捨てになる場合がある。さらに、帯番組時代初期の作品でも普通の会話で「のび太」と呼び捨てにしているシーンがあった。また、原作初期では口調も「～だぜ」などと割とフランクな口調で会話することが多い。目上の人物に対しては敬語で話す。ただし、のび太の両親に対してはタメ口で会話する場面も多い。また、単行本では全て修正されているが、最初期は先述した頭脳に加えて「だ」行を「ら」行（「〜事だね」を「〜事らね」、「死んでも」を「死んれも」、「〜（な）のだ」を「〜（な）のら」など）など発音も欠陥と言える具合だったが、早々と普通の発音に正された。アニメ第1期の帯番組時代の作品や映画『のび太の恐竜』などでも語尾に「なのら」と言っていたこともあった。
日本テレビ版アニメでは、当初の富田耕生が声優の頃は「あらよっと」という掛け声で道具を出すなど「面倒見のいいおじさん」のようなキャラクターであったが、シリーズ後半に担当声優が野沢雅子に代わって以降、のび太と同年代の子供らしい口調になる。のび太を「のび太」と呼び捨てにし、君付けはしない。「バカ」「のび太と親友になんかなるんじゃなかった」「君には難しかったかな」などとフランクな口調で話していた。また、語尾が「～よ」、「～なのよ」であるのが特徴的。
アニメ第2作第1期ではのび太を保護者的に接しているが、道具を悪用したのび太に対して怒り、最終的に自業自得で酷い目に遭うのび太に「ドラえもーん」と助けを求めると、「ぼく、知らな～い」と返す展開が多かった。
アニメ第2作第2期ではフランクな口調だが、のび太を「のび太くん」と呼ぶなど、原作よりは穏やかな口調。第2作第1期ではドラえもんを「保護者」として描いていたのに対し、第2作第2期では2007年9月7日放送の「ドラえもんが生まれ変わる日」において、ドラえもんを「（のび太と）一緒に成長する子守りロボット」として描いていることが作中で提示されている。そのため、のび太の目線に近いキャラクターとして設定され原作初期同様に自ら騒動を引き起こすことも多い。また、のび太が道具を使う際にのび太と行動を共にすることも多くなった。

## 生活

### 普段の様子
野比家に居候を始めてから、家族同様の扱いを受けており、家の手伝いをする事がある。のび太らの保護者に絶大な信頼がある。ピクニックや旅行の際に母親に了解を得る場面があるが、「ドラえもんがいるなら安心」と子供の面倒のすべてを任されている。また、野比家以外の人々からも違和感を持たれることなく存在を認知されているようで、ドラえもんが街の中を歩いていても周囲の人々から奇異や差別の目で見られることはほとんどなく、どこへ行っても大抵の場合は普通の人間と変わらない扱いを受けている。
映画『のび太とロボット王国』のラストシーンでは、玉子が「ドラちゃんだってわたしの子供よ」と発言している。が、別のシーンでは「うちは三人家族よ。のび太でしょ、パパでしょ、わたしでしょ」と発言したこともある（パパは「なにいってんだ、うちは四人じゃないか。きみ（玉子）だろ、ぼくだろ、のび太だろ、ドラえもん。」と言っていた）。
のび太が学校から部屋に帰ると大抵の場合、読書をしているか、どら焼きを食べている。ドラえもんという表紙のマンガを読んでいたこともある。ただし、カセットコンロで餅を焼いたり、家の中でついボウリングをしてしまい鏡を破壊して玉子に叱責を受けたりするなどの場面もある。

### 生活習慣
就寝時はのび太の勉強部屋の押し入れで寝る（のび太の部屋自体で就寝したこともある（原作「ドラえもんだらけ」、テレビアニメ第2作第2期））。押入れは天井に照明をつけたり壁の隅に本棚をつけたりと、いろいろと改装されているようである。アニメ第2作第2期ではそれらに加えて、お気に入りの写真やポスターが飾られていることもある。枕の下にはスペアポケットが隠してあり、足元には四次元くずかごが置かれている。基本的に押入れの中は整理整頓されているが、エピソードによっては片付けが出来ておらず、物やひみつ道具で溢れていることもある。のび太が学校などで不在の昼間には、一人でマンガを読んだりパズルなどのゲームをして楽しんでいるほか、家事を手伝っていることもある。好物のドラやきを買いにいく場面がたびたび描かれている。

### 遊び
ドラえもんは友達タイプの子守ロボットであるため、1人で過ごす際も子供向けの遊びを行っていることが多い。特にのび太同様、漫画を読んでいる場面が多い。その他、ジグソーパズル、スライム、ヨーヨー、けん玉などで遊んでいる場面があった。家の中でボウリングをして鏡を壊し、ママから怒られたこともあった。

### ネコ達との交流
ネコ型ロボットだけあって野比家の近所のネコとも親交がある。ネコの悩み相談を受けたり、一堂に会してパーティを開いたりする場面が描かれている。

### 仕事
日頃からひみつ道具のメンテナンスに精を出す場面も複数回描かれている。

### その他
日記
元旦から日記を書いていたが、200日目（7月19日）以降で怠けて書かなくなった（本人は「三日坊主ののび太よりマシだ」と言っている）。日記の内容は暗号で書かれており、日記を見たのび太達は「ノストラダムスの大予言」と勘違いし、大騒動になった事がある。

## 恋愛関係
複数のガールフレンドが存在する。

### 未来在住時代のガールフレンド
ノラミャー子（ノラミャーこ）
声 - 皆口裕子（1995.3）→野中藍（2007.9）
ドラえもんが22世紀にいた時のガールフレンドのネコ型ロボット。
11巻「ドラえもん大百科」、大全集20巻「ドラえもん大事典」に登場している。「ノラミャー子」という名前は「ドラえもん大事典」に初めて登場する。ドラえもんを縦に延ばしたような2頭身体型と吊り目が特徴で、やや口が悪い。耳がなくなったドラえもんの姿を見たノラミャー子が大笑いしたことで破局した。
1995年の映画『2112年 ドラえもん誕生』に登場した際には容姿・内面ともに別人のように美しく変貌し、ダンシングロボットという設定になった。ドラえもんが耳を失った際、その姿（現在のフォルム。ただし、当時はまだ黄色で、術後間もないタイミングだったため、包帯を巻いている）を見て大笑いをした。あまりに笑いすぎ、顎が外れたことでようやく自らの行為を恥じ、ドラえもんに謝罪している。
アニメ映画『2112年 ドラえもん誕生』がテレビで再放送された後のミニアニメでは、ドラえもんがまだノラミャー子との関係は続いているような発言をし、その場にいた現代のガールフレンドであるミーちゃんがショックを受けるという場面が描かれた。
テレビアニメ第2作第2期では、原作漫画に忠実な2頭身姿という設定になった。

### 現代のネコのガールフレンド
現代にガールフレンドのメスネコが複数いる。タマ、ミイ、シロなど話によってさまざまなネコと交流している。おもちゃのネコに恋したこともある。このように原作漫画では一匹に絞っていないが、「タマちゃん」と親しく付き合っている場面が多い。アニメではおもにミーちゃんのみに絞られている。

### その他のネコ関係の恋愛対象
アニメ映画『のび太のワンニャン時空伝』では猫型人間のシャミーに一目ぼれし、熱烈なアタックを繰り返した。

### アイドル好き
ネコ型ロボットでありながら、星野スミレ、丸井マリや伊藤つばさといった人間の女性アイドルにも熱を上げている。『のび太のひみつ道具博物館』では押し入れに伊藤つばさのポスターを貼っていた。

## 呼称
基本的に普段は女性からは「ドラちゃん」（しずか、のび太の母・玉子など）や「ドラえもんさん」、男性からは「ドラえもん」（のび太、ジャイアン、スネ夫、のび太の父・のび助、セワシなど）や「ドラえもん君」（出木杉、のび太の先生など）と呼ばれる。妹のドラミからは「お兄ちゃん」と呼ばれる。アニメ第2作第1期の初期にはしずかからも「ドラえもん」と呼び捨てにされていた。
呼び方の間違いとして「ノラえもん」、「ドラざえもんさん」あるいは「タヌキ」（初めてみた人がよく言う）「タヌキ君」「青いタヌキ」「青狸」「タヌキ型ロボット」「タヌキのバケモノ」「青いタコ」「青いフグ」などがある。
また、ドラえもんを貶した呼び方としては「中古のポンコツロボット」「ドジえもん」「ウスラデブ」「フーセンダヌキ」「ブタダヌキ」などがある。本人以外につけた名前では、のび太がドラえもんの入った雪だるまに（最初、のび太は中にドラえもんが入っていることを知らなかった）「ドラ太郎」と付けたりしている。
正式に呼称された訳ではないが、「ドラ」と略称されることもある。『のび太とアニマル惑星』ではアニマル惑星の住人たちから「ドラネコさん」、「ドラさん」と呼ばれていた。
方倉設定では「ドラえもん」の「えもん」がひらがなで表記されているのは、ロボット戸籍調査員に名前を聞かれた際に「えもん」をカタカナで書けなかったからということになっている。
原作者である藤子・F・不二雄は「ドラえもんという古臭い名前を付けた主人公が逆に未来から来たロボットというのが面白い」と述べている。
バラエティ番組「人生が変わる1分間の深イイ話」でも「未来から来たロボットなのに古い時代の『えもん』を付けることによって逆転のおかしさを狙ったのではないか」という伊藤善章（藤子プロ社長）の考えが紹介された。
藤本が落語好きであることから小噺でも話される土左衛門から来ているのでは、との説もある。

## アニメでのデザイン
シンエイ動画によるアニメシリーズでは放送の長期化によりデザインの意図的な変更を数度経ており、第2作1期では1979年の放送開始以降、1981年と1985年に原作者の意向も交えた上でヒゲの位置などを中心に細かい修正がされている。キャラクターデザインは2005年3月まで中村英一が担当した。
2005年4月の作品全面リニューアル時には、渡辺歩と富永貞義がキャラクターデザインを担当。改めて原作に基づいた丸みのあるデザインが描き起こされた。

## 配役

### ドラえもんを演じた声優・俳優
- アニメ第1作
  - 富田耕生：1973年4月1日 - 6月24日
  - 野沢雅子：1973年7月1日 - 9月30日、1976年放送の「アーモンドグリコ」のテレビCM
- アニメ第2作1期
  - 大山のぶ代：1979年4月2日（ゆめの町ノビタランド） - 2005年3月18日（ドラえもんに休日を）
- アニメ第2作2期
  - 水田わさび：2005年4月15日（勉強べやの釣り堀） - 現在
  - 清水愛：2019年2月22日（ドラかぐや、月に帰る!?） - 美声のドラえもん
- その他
  - （不詳、女性声優）：小学二年生昭和50年（1975年）4月号付録ソノシート。
  - 山本圭子：1981年10月放送の単発アニメ『ぼくらマンガ家 トキワ荘物語』
  - ジャン・レノ：2011年11月18日より放送されるトヨタ自動車企業CMにて担当。『ドラえもん』の20年後を実写化したCMで。ジャンは青いスーツと帽子、首には赤いチョーカーを身につけ、ドラえもんを演じている[225] 。
  - 森山未來：2012年に放送されたトヨタ自動車「プリウス」スペシャルCMで担当。
  - 丸山裕子：しょうちゃん かみしばい レコード
  - ブルース・ウィリス、藤岡弘、：2020年3月放送開始のソフトバンクのTVCMにて担当。ブルースが青いパーカーと首に鈴をつけ実写で演じており、日本語吹替を藤岡が担当している。

### 黄色いドラえもんを演じた声優
- 高橋和枝：1980年放送のお正月スペシャル『ドラえもんびっくり全百科』
- 横山智佐：1995年の映画『2112年ドラえもん誕生』 - 1998年の映画『ムシムシぴょんぴょん大作戦』
- 水田わさび：2012年4月27日放送『ドラえもんの100年タイムカプセル』（青いドラえもんとは演じ分けられている）

## 限定的な設定
特定の範囲の作品のみに登場する設定。
ドラえもんの職業
方倉陽二の『ドラえもん百科』では、DJとして読者からの質問に答えるドラえもんが「特定意志薄弱児童監視指導員」という職業だと語っている。それに対し読者の少年が「要するに子守か」と受け答えている。
ドラえもんの個体番号
テレビアニメ第2作第2期では個体番号MS-903となっている。
スーパードラえもん
映画『ドラミちゃん アララ・少年山賊団!』の冒頭部分によると、2125年にはすでにネコ型ロボットタイプ直系の後継機がロールアウトしており、発展型の「スーパードラえもん」が高級品として22世紀デパートで販売されている。容姿は現在のドラえもんに耳をつけ、眉を凜々しくしたもの。テレビアニメ第2作第1期のみの設定。
ミニドラ
藤本が執筆した短編のドラえもん漫画にも登場するが、「ドラえもんが犯罪者逮捕に貢献したため大量生産された」という設定が登場するのは映画『ドラミちゃん ミニドラSOS!!!』をはじめとした一部の作品のみである（詳細はミニドラを参照）。
住所
川崎市によって発行された「ドラえもん特別住民票」には、「神奈川県川崎市多摩区長尾2丁目8番1号」と記載されている。

## 主人公
ドラえもんは『ドラえもん』という作品の主人公である。以下の資料を参照。
資料

1. 1969年 - 連載第1回（『小学三年生』1970年1月号）の「でてくる人」と題された登場人物紹介頁にて、のび太（「の比太」と表記）の紹介として「しゅじんこう。なにをやってもだめな男の子。」と記され、ドラえもんの紹介には「みらいの国からきたできそこないのロボット。」とのみ記されている。
2. 1978年 - 漫画『ドラえもん誕生』内に、藤本が「机の引き出しから正体不明の何かが飛び出す絵の描かれた雑誌」を手にしながら「主人公をかいていない予告なんて今までにあっただろうか」という台詞を述べている場面がある（その際、手にしている雑誌にはドラえもんだけでなくのび太も描かれていないが、実際にはのび太だけが描かれた予告が『小学四年生』1969年12月号に掲載されている）。また、作中では電車で帰宅中の藤本が「主人公は風変わりなおもしろいやつがいい」という台詞とともにアイデアを練る場面が描かれている（のび太については作品終盤まで触れられておらず、藤本がドラえもんを思いついた直後に「頭の悪いぐうたらな男を…、いや、男の子を助けるためにやってくる」と言及している）。
3. 1981年 - 雑誌のインタビューにてヒットの原因を語る中での言葉。副主人公のび太の、群を抜いたダメ男ぶりも、もう一つの要素ではないかと、考えるのです。 — 藤本弘、『新刊展望』（日本出版販売）1981年4月号
4. 1988年 - 漫画『ドラえもん』が生まれた過程を語る文章中の言葉。アイディアに悩む頭の悪いぐうたらな男（つまり、ぼく）を主人公の少年（のび太）におきかえてストーリーを作っていきました。 — 藤子不二雄Ⓕ、『藤子不二雄Ⓕまんがゼミナール』（小学館）154頁
5. 1989年2月 - 雑誌のインタビューにて『ドラえもん』を生み出した発想について語る中での言葉。オバQじゃ犬が活躍したから今度はネコで、耳のない一見正体不明のネコ。イージーな発想からね(笑い)。ネコイコールドラネコ。ドラえもんなんて古臭い名前を付けた主人公が、逆に未来から来たロボットだというのが、かえって面白い。手っ取り早く道具を登場させないといけないから、ポケットからひょいというのがいいだろうと考えましてね。 — 藤子・F・不二雄、『週刊少年サンデー』（小学館）1989年2月号
6. 1989年8月 - 漫画『ドラえもん』が生まれた過程を語る文章中の言葉。『ドラえもん』の場合は、もっと深刻でした。主人公もかかずに予告をのせてしまったのです。 — 藤子・F・不二雄、『藤子・F・不二雄のまんが技法』（小学館文庫）152頁
7. 1989年11月 - テレビ講演にてヒットの原因を語る中での言葉。 　マンガの主人公は大ざっぱに分けまして二つのタイプがあります。一つは『ヒーロー型』で、もう一つが『アンチヒーロー型』。のび太は、そのアンチヒーロー型の一つの典型なんです。なぜ、そういう人物をあえて連載マンガの主人公、いや、副主人公にもってきたか。
　その理由には、まずひとつは、「のび太君がマイナス要素をたくさん持っているほど、それを救いに来たドラえもんがかっこよく光って見える」という、マンガの技術上の問題があります。それから、ぼくにとって描きやすい人物は、どちらかといえばヒーロー型よりアンチヒーロー型、"ダメ人間"と呼ばれている人たちなんですね。
　なぜかっていうと、ぼく自身が"野比のび太"だからなんです。 — 藤子・F・不二雄、1989年11月14日『NHK お母さんの勉強室』での講演を再編集したWeb記事
8. 1994年 - 雑誌のインタビューにて自作の主人公について語る中での言葉。ボクのまんがの主人公は、必ず空を飛びます。ドラえもんもタケコプターで空を飛ぶことができます。それはボク自身、空を飛びたいからです。 — 藤子・F・不二雄、『幼稚園』（小学館）1994年9月号付録「SKIP CLUB」
9. 1995年 - 『ドラえもん』の設定について語る中での言葉。ドラえもんのしっぽがスイッチだったことがあります。引っぱればパチッと姿が消える。また引っぱると現れる。これは便利だと一話書いてみたのですが、便利すぎてもまずかった。主人公がピンチになるたびにしっぽを引っぱって消えるんじゃ面白くも何ともない。この設定はなかったことにしました。　 — 藤子・F・不二雄、てんとう虫コミックス・アニメ版『映画2112年 ドラえもん誕生』（小学館）1995年7月

登場回数
スピンオフ作品の『ドラミちゃん』として当初執筆された話を別とするならば、ドラえもん、のび太は漫画『ドラえもん』の全話に登場する。
視点人物
短編漫画はのび太が視点人物となる話が多いが、ドラえもんとのび太の2人が視点人物になる話や、ドラえもんが視点人物になる話も一定数存在する。
テレビアニメのスタッフロールと字幕
テレビアニメのスタッフロールでのキャスト紹介はドラえもんが最初に紹介されており、のび太は2番目。テレビアニメのデジタル放送の字幕放送では、ドラえもんの台詞は主人公に付けられることが多い黄色、のび太の台詞は水色で表示される。

## その他
大山のぶ代
担当声優の大山は声優の仕事を休業していた時に『ドラえもん』の出演オファーを受け、コミックスを読んで表面的には子供向けの漫画になっているが、大人でも読んでも面白いSFだと感じ、一晩で15冊読み終えて引き受けることにしたという。原作者の藤本に初めて対面したとき、「ドラえもんの声、いかがでしょうか？」とおそるおそる聞いてみると「第1話を見ましたが、ドラえもんはああいう声をしてたんですね」と言われたという。
マスコットキャラクター的な位置づけ
かつてはテレビ朝日ではマスコットキャラクターが制定されておらず、ドラえもんがテレビ朝日のマスコットキャラクターという位置付けがなされていた。2023年現在でも、大災害が発生したときに実施される『ドラえもん募金』にその名残が見られる。

## 模倣キャラクター
2000年代初頭、アメリカ合衆国連邦通信委員会（FCC）の公式ウェブサイト内の子供向けページ「キッズゾーン」に登場する子供向けマスコットキャラクター「Broadband」（ブロードバンド）が、耳のある頃のドラえもんに酷似しているという指摘があり、この件はフジテレビジョンの番組『トリビアの泉 〜素晴らしきムダ知識〜』でも紹介された。これに対しドラえもんの著作権を持つ藤子プロが警告文を送るも約1か月たっても返答はなく、最終的には盗用だと言い切れず相手が政府機関であるため注意喚起に止めた。
このキャラクターは2010年代までサイト上に掲載され続けていたが、その後のリニューアルにより子供向けページが廃止され、現在は掲載されていない。ただし、2016年に当時の「キッズゾーン」ページのアーカイブファイルが公式サイトから公開され、キャラクターについても確認できる。
2020年1月、韓国の食品医薬品安全処がSNS上に掲載したマスコットキャラクター「식약애몽」（食薬（シクヤク）エモン）の外見と設定が、ドラえもんに酷似しているとインターネット上で指摘を受け、その後同キャラクターの掲載を中止した。
日本では『天才バカボン』の顔を移植したキーホルダー「ドラえボン」のような非正規商品も販売されていた。また、アジア諸国を中心に出回る海賊版の中には、ドラえもんの偽者も数多く存在する。
やおきんの駄菓子「うまい棒」（1979年より発売）のキャラクター「うまえもん」がドラえもんに似ていると指摘されることがあるが、やおきんは模倣かどうか明確にしていない。